# Friedrich-Stromeyer-Preis
Der Friedrich-Stromeyer-Preis ist nach Friedrich Stromeyer benannt und wird seit 1982 jährlich von der Fachgruppe Chemieunterricht der Gesellschaft Deutscher Chemiker verliehen. Diese Auszeichnung wird an Lehrkräfte verliehen, die sich durch besondere Leistungen um den Chemieunterricht an Schulen verdient gemacht haben. Der Preis ist mit 3000 Euro dotierte und wird von Merck gestiftet.
Stromeyer war als Professor der Chemie an der Universität Göttingen tätig und führte 1805 erstmals ein chemisches Praktikum für Chemiestudierende ein. Er analysierte und beschrieb viele Minerale.

## Preistragende
- 1982 Renate Hermanns, Studiendirektorin, Wuppertal
- 1983 Hansgeorg Krug, Studiendirektor, Frankfurt am Main
- 1984 Renate Stück, Studiendirektorin, Kobern-Gondorf
- 1985 Leonhard A. Hütter, Professor und Pater, Hall/Tirol
- 1986 Ute Kniepen, promovierte Chemikerin, Berlin
- 1987 Klaus Hagenstein, Oberstudiendirektor, Mühlheim
- 1988 Heinz Wambach, promovierter Chemiker, Neuss
- 1989 Hans-Georg Winkler, Studiendirektor, Hannover
- 1990 Ognian Serafimov, promovierter Chemiker, Konstanz
- 1991 Christa Plass, Oberstudienrätin, Würzburg
- 1992 Gert Latzel, promovierter Chemiker, Riemerling
- 1993 Wolfgang Asselborn, Studiendirektor, Saarlouis
- 1994 Michael Tausch, promovierter Chemiker, Syke
- 1995 Bernhard Domke, promovierter Chemiker, Freiburg
- 1996 Wolf-Ullrich Malm, Oberstudienrat, Lübeck
- 1997 Brigitta Krumm, Oberstudiendirektorin, Frankfurt am Main
- 1998 Viktor Obendrauf, Professor und Magister, Gnas
- 1999 Elke Schuhmacher, Oberstudiendirektorin, Odenthal
- 2000 Harry Poignie, Studiendirektor, Siegen
- 2001 Bernhard Horlacher, Stuttgart
- 2002 Magdalene von Wachtendonk, promovierte Chemikerin, Erkelenz
- 2003 Herbert Jacob, Studiendirektor, Rehlingen-Siersburg
- 2004 Sabine Venke, Studiendirektorin, Berlin
- 2005 Doris Espel, Oberstudiendirektorin, Hemmingen
- 2006 Frank Herrmann, Schmalkalden
- 2007 Matthias Kremer, Studiendirektor, Tuttlingen
- 2008 Peter Heinzerling, Diplom-Chemiker, Hannover
- 2009 Theodor Grofe, Studiendirektor, Lüneburg
- 2010 Dietmar Scherr, Oberstudiendirektor, Dortmund
- 2011 Stephan Leupold, promovierter Chemiker, Bremen
- 2012 Gregor von Borstel, Alfter
- 2013 Franz Kappenberg, promovierter Chemiker, Wolbeck
- 2014 Angela Köhler-Krützfeld, promovierte Chemikerin, Berlin
- 2015 Peter Slaby, Oberstudienrat, Spangenberg
- 2016 Bernd-H. Brand, Studiendirektor, Bünde
- 2017 Heike Nickel, Studiendirektorin, Lambrecht
- 2018 Axel Franke, Oberstudienrat, Osterode
- 2019 Stephan Matussek, Studienrat, Seevetal
- 2020 Tobias Mahnke, Marburg
- 2021 Martin Ratermann, Vechta
- 2022 Martin Schwab, Osnabrück
- 2023 Holger Fleischer, Leipzig
- 2024 Evelin Mietschke, Regensburg[3]